# 川崎少年少女合唱団
川崎少年少女合唱団（かわさきしょうねんしょうじょがっしょうだん、通称「K.S.S.G」）は、3歳から15歳までの少年少女による音楽ユニット。1966年4月結成～2002年11月休団。代表は土岐信吉。
歌だけでなく、ドラム、シンセサイザー、和太鼓、ダンスなどを取り入れ、民謡から海外音楽までをこなす。川崎市で行われるイベント中心に活動し、日本民謡フェスティバル、日本民謡大賞等数多くの全国区での出演も行う。海外公演もギリシア(1985年)、ウィーン(1987年)、イタリア(1989年)、スイス(1991年)、ポルトガル(1993年)と行った。